# Nó de caminhoneiro

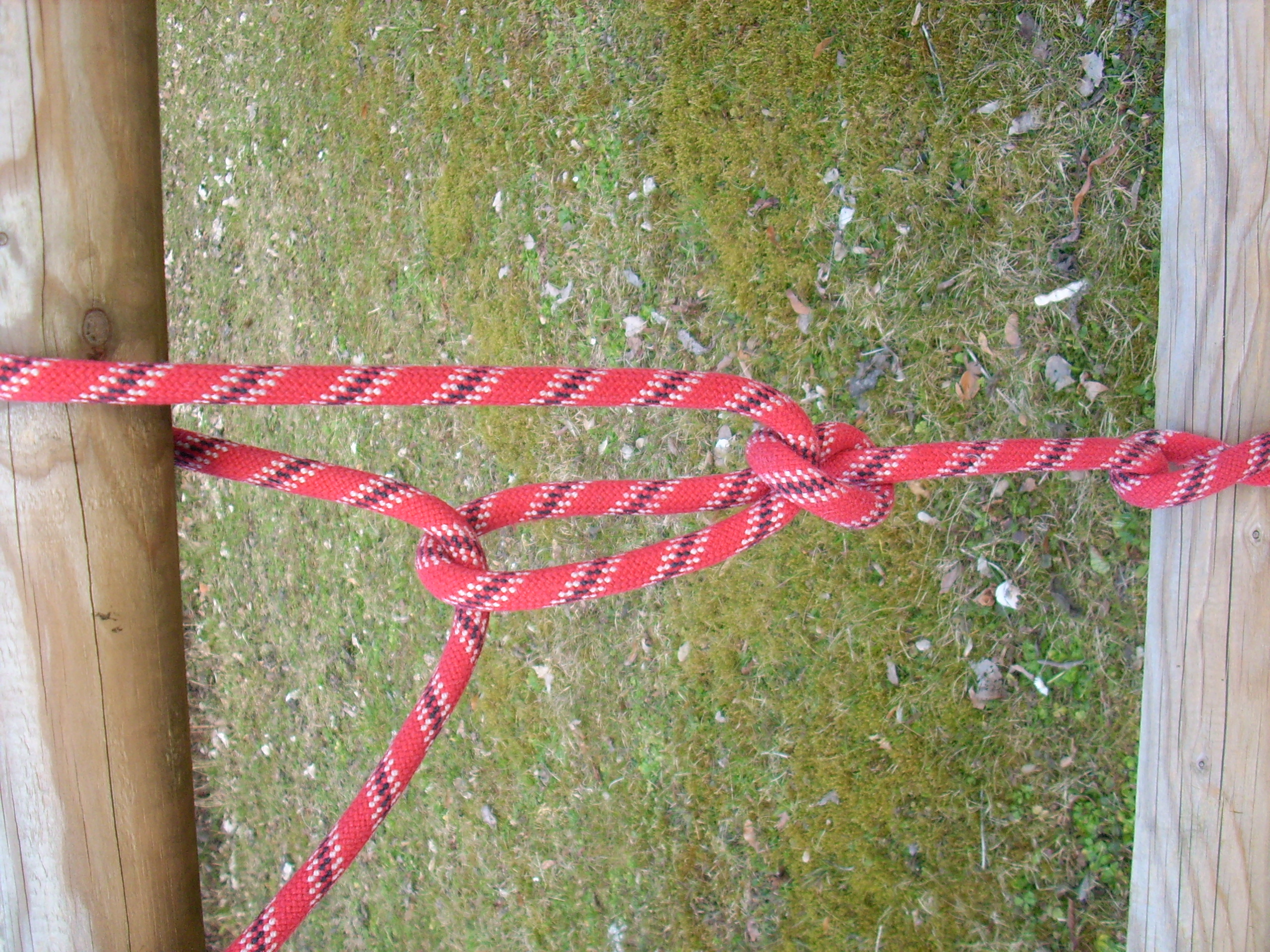
Nó de Caminhoneiro com nó corrediço no laço direito

Nó de Caminhoneiro ou Nó Paulista, é utilizado na amarração de cargas ou no estiramento de cabos que necessitam grande pressão. Constitui-se de uma alça no seio do cabo que é utilizada para aplicar força, resultando no estiramento do cabo. É um dos nós utilizados para estirar cabos na instalação de sistemas de cabo aéreo (tirolesa).
O truque destes nós é a multiplicação da força aplicada pelo princípio das roldanas móveis (coisa que aprendemos no Ensino Médio ). Funciona como uma talha usada em oficinas para levantar motores.
Cada volta pelo olhal e seio do cabo multiplica a força aplicada por dois (2,4,8,16...). Mas tem um detalhe: na talha existem roldanas para eliminar o atrito. Dependendo do tipo de cabo utilizado, as múltiplas voltas no nó geram tanto atrito contra o olhal e o seio que com mais de duas pode ser impraticável tracionar.